# Thatcham
Thatcham – miasto w Wielkiej Brytanii, w Anglii, w hrabstwie Berkshire. Położone jest 24 km na zachód od Reading. Miasto liczy około 23 tys. mieszkańców, liczba ta wzrosła ponadtrzykrotnie po II wojnie światowej.
Miasto uważane jest za najstarszą nieprzerwanie zamieszkaną miejscowość Wielkiej Brytanii.

## Historia
Pierwsze ślady osadnictwa na terenie obecnego miasta pochodzą z epoki mezolitu, a ich wiek określa się na rok 7720 p.n.e.. W okolicy odnaleziono również znaleziska z epoki brązu i epoki żelaza, co sugerowałoby, że miejsce to było nieprzerwanie zamieszkane. Miasto prosperowało dobrze w średniowieczu; miało prawo urządzania targu, najpierw w niedzielę, a od roku 1218 w czwartek. W roku 1304 wybudowano do dziś istniejącą kaplicę. Miasto zostało szczególnie zdziesiątkowane w wyniku epidemii czarnej śmierci. W czasach nowożytnych miasto notowało upadek aż do drugiej wojny światowej.